# Ribab soussi
Le ribab soussi ou rabâb soussi (en berbère : amzad, rbab asusi ou rbab n Sus, en arabe : rbab susi) est une vièle monocorde traditionnelle de la musique berbère soussie du genre des rabâb originaire du Souss, au Sud-Ouest du Maroc.

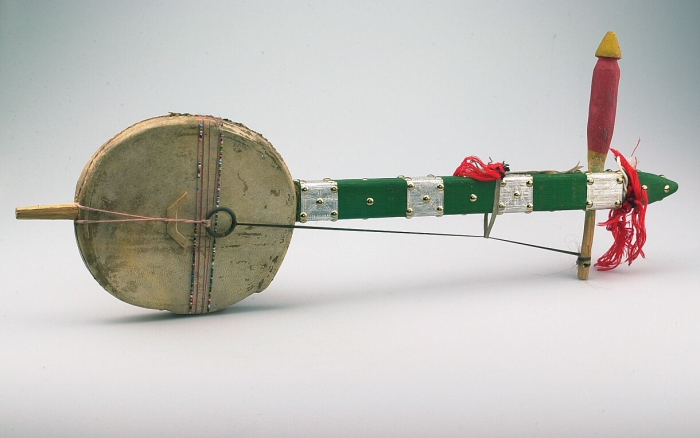
Ribab soussi, luth à pointes à archet amazigh (berbère)

## Dénominations et étymologie
L'instrument est appelé ribab susi (francisé : ribab soussi), ribab, rbab, amẓad, amẓad susi ou amẓad asusi (amzad soussi).
Le terme ribab est un dérivé de l'arabe rubāb (رُّباب), rabâb ou rabâba (ربابة) qui désigne une famille d'instruments, les rabâbs (ra-ba-ba), et dont l'origine étymologique remonte à l'égyptien ancien « âme sœur » (ba-ba) du créateur (Râ), l'âme sœur (baba) étant représentée par deux cordes,.
En arabe maghrébin et en arabe marocain la forme utilisée est rbab.
Le nom traditionnel berbère de l'instrument est amẓad (en alphabet arabe berbère : أمزاد) ,,,.
Le mot amẓad est rattaché à la racine berbère commune NẒD ou MẒD qui donne les mots « cheveu, poil, crin » (le crin de cheval étant artisanalement utilisé pour confectionner les cordes), et par extension « violon, corde de violon ».
Tous deux issus de la même famille des rabābs, l'instrument ne doit cependant pas être confondu avec l'imzad saharien, qui diffère sensiblement mais porte aussi le nom de amẓad en tagourart chez les Gouraras dans le Gourara au côté de ceux d'imẓad en touareg chez les Touaregs et dans le monde touareg, et de inẓad ou anẓad, d'où la distinction entre amzad soussi (ou ribab soussi) et amzad saharien - touareg ou gourari/gourarien).

## Musicologie
L'instrument est profondément enraciné dans la tradition musicale savante de la culture berbère du Souss.
On le retrouve notamment dans le genre musical mélancolique amarg.
L'instrument est joué en soliste ou en troupe.
En 1933, Paul Zeys écrit sur la musique des Soussis : « Les poèmes sont chantés les uns par des hommes, les autres par des femmes que dirige un instrument fort ancien, le ribab soussi, dont la corde unique, vibrant sous un lourd archet, apporte son charme particulier et qu'accompagnent de petites guitares à plusieurs cordes, ainsi qu'un instrument métallique au rythme vif et obsédant. »
Au Maroc, le violon monocorde en forme de bol est appelé ribab soussi, tandis qu'au Liban, la vièle à une corde de forme quadrangulaire est appelée rabāba.
Alors que dans le monde arabe le rabâb est un instrument exclusivement masculin et qu'à contrario dans le monde touareg il est exclusivement féminin, dans le Souss il est joué des hommes et des femmes.

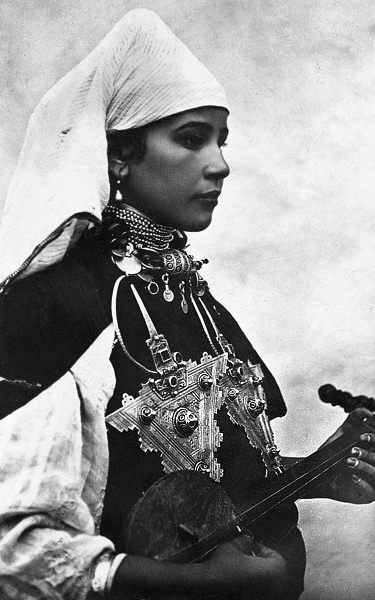
Musicienne soussie tenant un ribab